# Il tunnel dell'orrore
Il tunnel dell'orrore (The Funhouse, ma noto anche come Carnival of Terror) è un film del 1981 diretto da Tobe Hooper, con Cooper Huckabee, Miles Chapin, Largo Woodruff, Elizabeth Berridge.
Prodotto dalla Universal Pictures, il film fu la più grande produzione del regista Hooper dopo Quel motel vicino alla palude (1977) e Non aprite quella porta (1974).

## Trama
Quattro ragazzi Amy, Buzz, Richie e Liz decidono di passare una serata ad un parco divertimenti e nascondersi nel tunnel dell'orrore per passare lì la notte. Assistono ad un omicidio compiuto dal mostruoso figlio dell'imprenditore che, accortosi della loro presenza, comincerà a dar loro la caccia.

## Produzione
Il tunnel dell'orrore venne scritto da Larry Block e la sceneggiatura venne acquistata dalla Universal Pictures, che era intenzionata a produrre un film horror per adolescenti visto il successo ottenuto da Venerdì 13 della Paramount.
Il film venne girato a Miami, in Florida.

## Distribuzione
Il film uscì in 814 cinema negli Stati Uniti il 13 marzo 1981 e incassò 2765456 $ nel solo weekend iniziale e in totale incassò 7886857 $.
Pochi anni dopo la sua uscita, nel Regno Unito, il film venne perseguito perché considerato un video nasty. Dal momento che il film è meno violento rispetto ad altri della lista, alcuni suggeriscono che sia stato erroneamente scelto al posto del famigerato Last House on Dead End Street, girato da Roger Watkins nel 1977 e rilasciato originariamente proprio con il titolo The Fun House e che stranamente non appare nell'elenco.

## Romanzo
Una novelization basata sulla sceneggiatura del film venne scritta da Dean R. Koontz sotto lo pseudonimo Owen West. Poiché la produzione del film fu più lunga del previsto, il libro venne distribuito prima del film. Il romanzo contiene alcuni elementi non presenti nel film.

## Collegamenti ad altre opere
L'inizio della pellicola richiama la scena della doccia in Psyco. Il film che i signori Harper vedono all'inizio in TV è il classico del 1935 La moglie di Frankenstein.